# ジム・ドゥヴォラック
ジム・ドゥヴォラック（Jim Dvorak、1948年12月16日 - 、ニューヨーク生）は、アメリカのジャズ・トランペッターである。
ドゥヴォラックは、1970年にイーストマン音楽学校から学士号を取得した後、イングランドに移住、そこで数十年にわたり暮らすようになった。1970年代初頭、初めてキース・ティペットと仕事をした。このペアでは、1980年代と1990年代に再び一緒に働くこととなる。1970年から1975年の間にはブラザーフッド・オブ・ブレスと一緒に演奏し、また同じ頃、Joyと呼ばれるグループとも一緒に演奏した。そして、10年来、ルイス・モホロと一緒に演奏した。1977年から1982年にかけては自分のグループを率いて活動し、最初にSum Sum（エルトン・ディーン、アラン・スキドモア、ニック・エヴァンス参加）、そしてDhyanaを率いた。1980年代には、ドゥドゥ・プクワナ、ブライアン・エイブラハムズ、キース・ティペット、マギー・ニコルズ、そしてルーシー・スミスと仕事した。1989年、彼は1990年代の大半を通じて一緒に演奏することとなるイン・カフーツに加わった。また、デディケーション・オーケストラや、マルシオ・マットス、ケン・ハイダーと共に仕事した。1990年代後半からは、再びティペットと一緒に仕事することとなり、ミュージシャンというグループの一員となった。

## ディスコグラフィ

### リーダー・アルバム
- This Isn't Sex (1999年) ※with Eric Mingus
- Cherry Pickin' (2014年) ※with Paul Dunmall, Mark Sanders, Chris Mapp